# Hruboňovo
Hruboňovo es un municipio del distrito de Nitra en la región de Nitra, Eslovaquia, con una población estimada a final del año 2024 de 588 habitantes.
Se encuentra ubicado en el centro-oeste de la región, en el valle del río Nitra (cuenca hidrográfica del Danubio) y cerca de la frontera con la región de Trnava.

## Demografía
| Año        | 1994 | 2004    | 2014    | 2024     |
| ---------- | ---- | ------- | ------- | -------- |
| Población  | 464  | 487     | 502     | 588      |
| Diferencia |      | +4,95 % | +3,08 % | +17,13 % |

| Año        | 2023 | 2024    |
| ---------- | ---- | ------- |
| Población  | 575  | 588     |
| Diferencia |      | +2,26 % |